# Erwin Nestle
Erwin Nestle (* 22. Mai 1883 in Münsingen (Württemberg); † 21. November 1972 in Ulm) war ein deutscher evangelischer Theologe und Altphilologe.
Nestle studierte von 1901 bis 1905 evangelische Theologie in Tübingen und wurde Mitglied der Studentenverbindung Luginsland. In Tübingen wurde er zum Dr. phil. promoviert. Von 1914 bis 1949 arbeitete er als Religionslehrer an Ulmer Gymnasien.
Er setzte die von seinem Vater Eberhard Nestle begonnene Editionstätigkeit des Neuen Testamentes in Ulm fort. Er entwickelte in der 13. Auflage des Novum Testamentum Graece von 1927 die Grundlagen des auch heute noch verwendeten Textapparates. Das von Barbara und Kurt Aland in Münster weiterentwickelte Werk wird auch „der Nestle“ oder „Nestle-Aland“ genannt.
Auch die von seinem Vater geplante kritische Ausgabe von Luthers Vulgata-Revision für die Weimarer Ausgabe gab er nach dessen Tod heraus.
Erwin Nestles Kinder waren der Pilot Eberhard Nestle, der Mediziner und Politiker Dr. Wilhelm Nestle, die Biologin Dr. Renate Nestle, die Pharmakologin Eva Nestle und der Mathematiker Fritz Nestle.